# Dahmash
 (mars 2015).

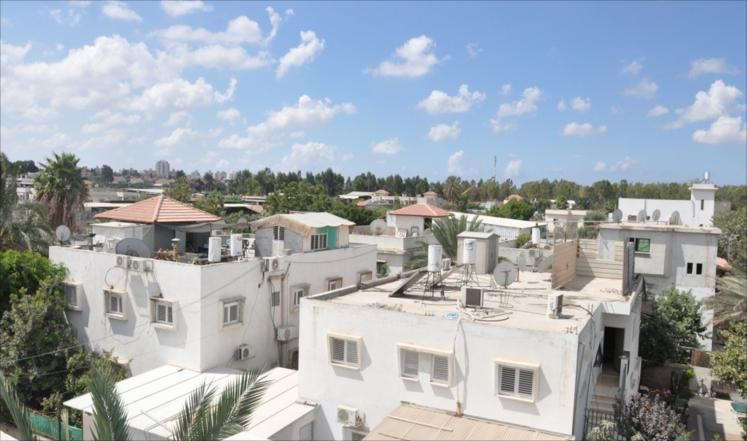

Dahmash est un village en Israël, situé entre les villes de Ramle et Lod, à 20 kilomètres de Tel Aviv-Jaffa. Il compte 600 habitants et 70 maisons. Installés depuis 1951, ils sont tous Palestiniens citoyens d’Israël. Ce village n’a pas été reconnu par Israël.

## Histoire et statut
Les 70 maisons de Dahmash ont été construites sur des terres données par l’État d’Israël dans les années 1950, en compensation des terres perdues durant la guerre israélo-arabe de 1948. Cependant, elles sont enregistrées comme des terres agricoles et non comme des constructions résidentielles. Mais dans la nécessité, la population de Dahmash y a construit des habitations résidentielles, non reconnues par l’État d’Israël.

## Enjeux politiques
L’organisation Human Rights Watch  a dénoncé la situation de Dahmash, et a appelé à la reconnaissance du village par les autorités israéliennes.
Presque toutes les habitations de Dahmash sont « illégales », et 13 de ces habitations sont sous le coup d’une démolition. Le statut de Dahmash empêche ses résidents d’avoir accès aux mêmes services que dans les autres villes israéliennes, tels qu’une école, des routes, une garderie, des moyens médicaux, un système d’évacuation des eaux et des égouts. Il n’y a pas non plus d’espace vert ou d’espace de jeux ; en 2006, une organisation a construit un espace de jeux, mais il a été déclaré illégal par les autorités israéliennes, puis démoli.
Par ailleurs, les habitants n’ont pas d’adresses. Ils doivent être enregistrés à Ramle ou dans les villes voisines.
Le 15 avril 2015, trois immeubles ont été démolis par les autorités israéliennes.

## Géographie
C’est une terre agricole de 600 hectares. L’entrée principale de Dahmash est sur la route menant à Ramle.

## Administration
Les habitants de Dahmash ont élu un représentant, M. Arafat Ismayl. Il n’y a pas de conseil administratif. Dahmash est sous le contrôle du conseil local de la vallée de Lod, dont le siège est à Kafr-Khabat.

## Démographie
Dahmash compte 600 habitants, répartis dans 70 habitations. À l’origine, ils sont tous des réfugiés palestiniens de la guerre israélo-arabe de 1948. La culture de Dahmash est palestinienne avec des influences bédouines. La majorité de la population est musulmane, de la branche sunnite.

## Économie
Le village de Dahmash est composé de maisons et d’un magasin. Les habitants travaillaient dans l’agriculture jusqu’aux années 1980. Ils travaillent aujourd’hui dans le commerce.

## Éducation
Il n’y a pas d’écoles à Dahmash. Les enfants sont scolarisés à Ramle ou Lod. Human Rights Watch a mentionné le problème lié à l’éducation à Dahmash dans un rapport de 2010.